# Kodoksym
Kodoksym – organiczny związek chemiczny, półsyntetyczny opioid, pochodna hydrokodonu, będącego z kolei pochodną kodeiny. Znajduje się w grupie I-N Ustawy o przeciwdziałaniu narkomanii. Jest objęty Jednolitą konwencją o środkach odurzających z 1961 roku (wykaz I).